# La Belle Voyageuse
La Belle Voyageuse est une mélodie composée par Hector Berlioz sur un poème de Thomas Moore traduit en français par Thomas Gounet. Composée en 1829 pour mezzo-soprano et piano, intégrée au recueil d'abord intitulé Neuf Mélodies irlandaises puis Irlande, op. 2, et révisée jusqu'en 1851, cette mélodie est confiée à un chœur de femmes accompagné par l'orchestre.

## Composition
Hector Berlioz entreprend de composer une mélodie sur La Belle Voyageuse, poème de Thomas Moore traduit en français par Thomas Gounet, en août 1829 : la publication des Neuf Mélodies irlandaises, futur recueil intitulé Irlande, op. 2, a lieu en novembre 1829.

## Création
La mélodie est d'abord composée pour mezzo-soprano et piano, puis pour quatuor vocal masculin et orchestre, en 1834. Berlioz chante peut-être lui-même la basse lors de la première audition publique, le 9 novembre 1834, salle du Conservatoire, sous la direction de Narcisse Girard.
Par la suite, La Belle Voyageuse est orchestrée afin de mettre en valeur la compagne du compositeur, Marie Recio, qui crée cette nouvelle version pour mezzo-soprano le 29 décembre 1842 à Stuttgart, sous la direction de Berlioz. La mélodie est intégrée au programme de nouveaux concerts, à Dresde (17 février 1843) et Brunswick (9 mars), puis à Prague lors d'une autre tournée de concerts (31 mars 1846).
Berlioz entreprend au mois de mars 1851 une révision de La Belle Voyageuse, pour chœur de femmes (sopranos et altos) et orchestre, version créée sous sa direction, le 25 mars 1851.
La Belle Voyageuse est publiée dans la grande Collection de 32 mélodies de Berlioz en novembre 1863, en même temps que la partition, également réduite pour chant et piano, des Troyens (en deux parties, La Prise de Troie et Les Troyens à Carthage).

## Présentation
Le catalogue des œuvres de Berlioz établi par le musicologue américain Dallas Kern Holoman présente les versions successives de La Belle Voyageuse, Allegretto (. = 76) en la majeur à 
, publiée par le compositeur sous le numéro d'op. 2 :
- H42 A, pour mezzo-soprano et piano ;
- H42 B, pour quatuor vocal masculin et orchestre (perdue) ;
- H42 C, pour mezzo-soprano et orchestre ;
- H42 D, pour chœur de femmes et orchestre.

L'orchestre se limite à une flûte, 2 hautbois, 2 clarinettes et un basson, pour les pupitres des vents, et au quintette à cordes classique, composé des premiers violons, seconds violons, altos, violoncelles et contrebasses.

## Analyse
David Cairns apprécie La Belle Voyageuse, « pleinement réalisée, avec une gracieuse ligne vocale et une mesure allante à 
 subtilement combinées à des phrases de longueur irrégulière et une harmonisation inattendue pour évoquer l'innocence radieuse du thème du poème ».
Pierre-René Serna est conquis par « ces sublimes courbes mélodiques de Berlioz. Balancées entre des harmonies inattendues, ses strophes régulières comme des vagues se parent à la fin d'un savoureux ornement de facture toute baroque ».

## Discographie
- Hector Berlioz : Mélodies (2 CD, Deutsche Grammophon 435 860-2, 1993 (OCLC 31533426))
La Belle Voyageuse (H 42A) par Anne Sofie von Otter (mezzo-soprano) et Cord Garben (piano), CD 1
- Hector Berlioz : The Complete Works (27 CD, Warner Classics 0190295614447, 2019)
La Belle Voyageuse (H 42A) par Thomas Hampson (baryton) et Geoffrey Parsons (piano), CD 8

### Biographies
- David Cairns (trad. de l'anglais), Hector Berlioz : la formation d'un artiste (1803-1832), Paris, Fayard, 2002, 710 p. (ISBN 2-213-61249-8), traduit de l'anglais par Dennis Collins,
- David Cairns (trad. de l'anglais), Hector Berlioz. Servitude et grandeur (1832-1869), Paris, Fayard, 2002, 944 p. (ISBN 2-213-61250-1) traduit par Dennis Collins.

### Monographies
- Pierre Citron, Cahiers Berlioz no 4, Calendrier Berlioz, La Côte-Saint-André, Musée Hector-Berlioz, 2000 (ISSN 0243-3559)
- Pierre-René Serna, Berlioz de B à Z, Paris, Van de Velde, 2006, 264 p. (ISBN 2-85868-379-4)

### Articles et analyses
- Gérard Condé et Gilles Cantagrel (dir.), Guide de la mélodie et du lied, Paris, Fayard, coll. « Les Indispensables de la musique », 1994, 916 p. (OCLC 417117290, BNF 35723610), p. 52